# Mack Trucks

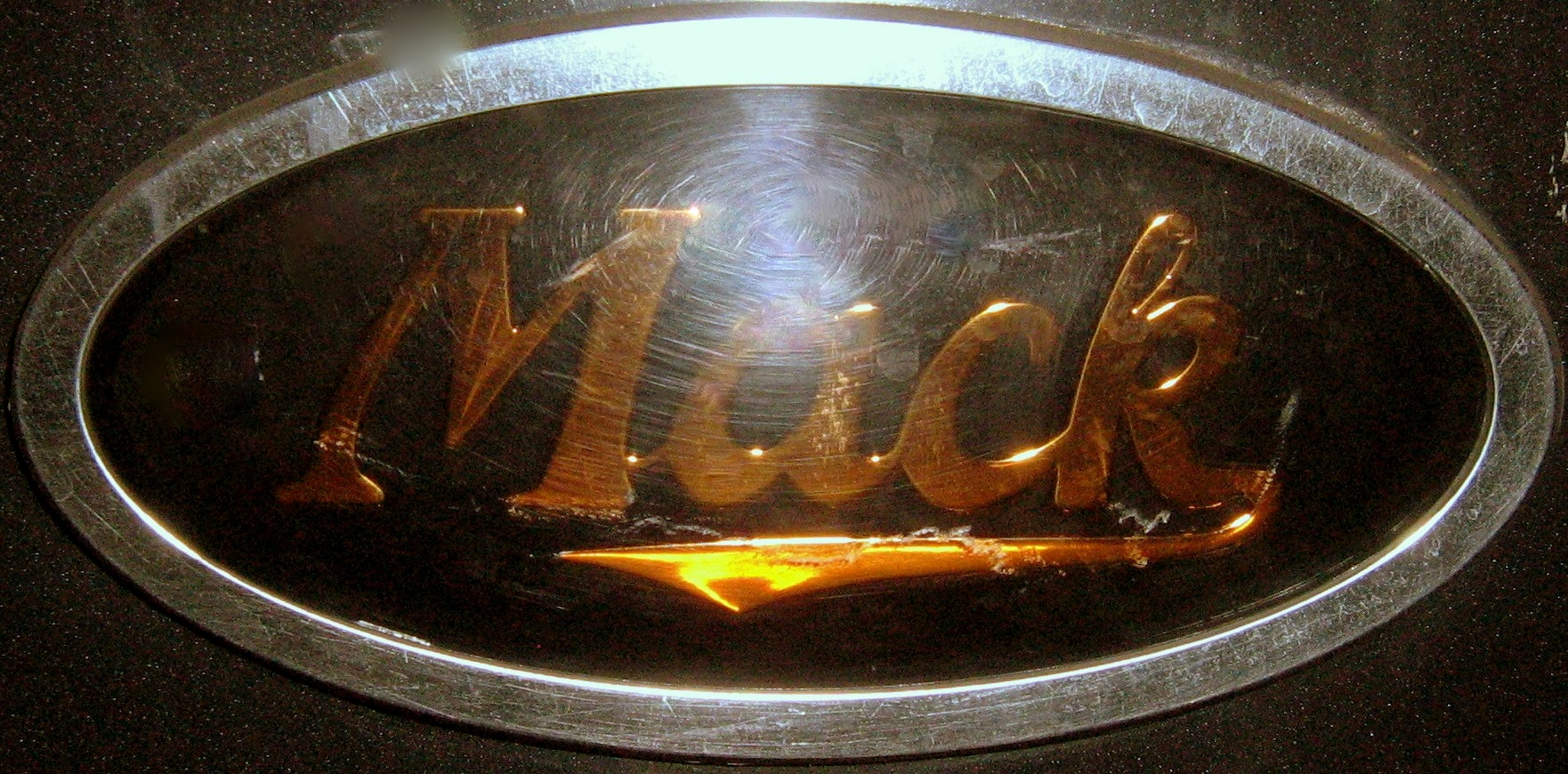
Logo

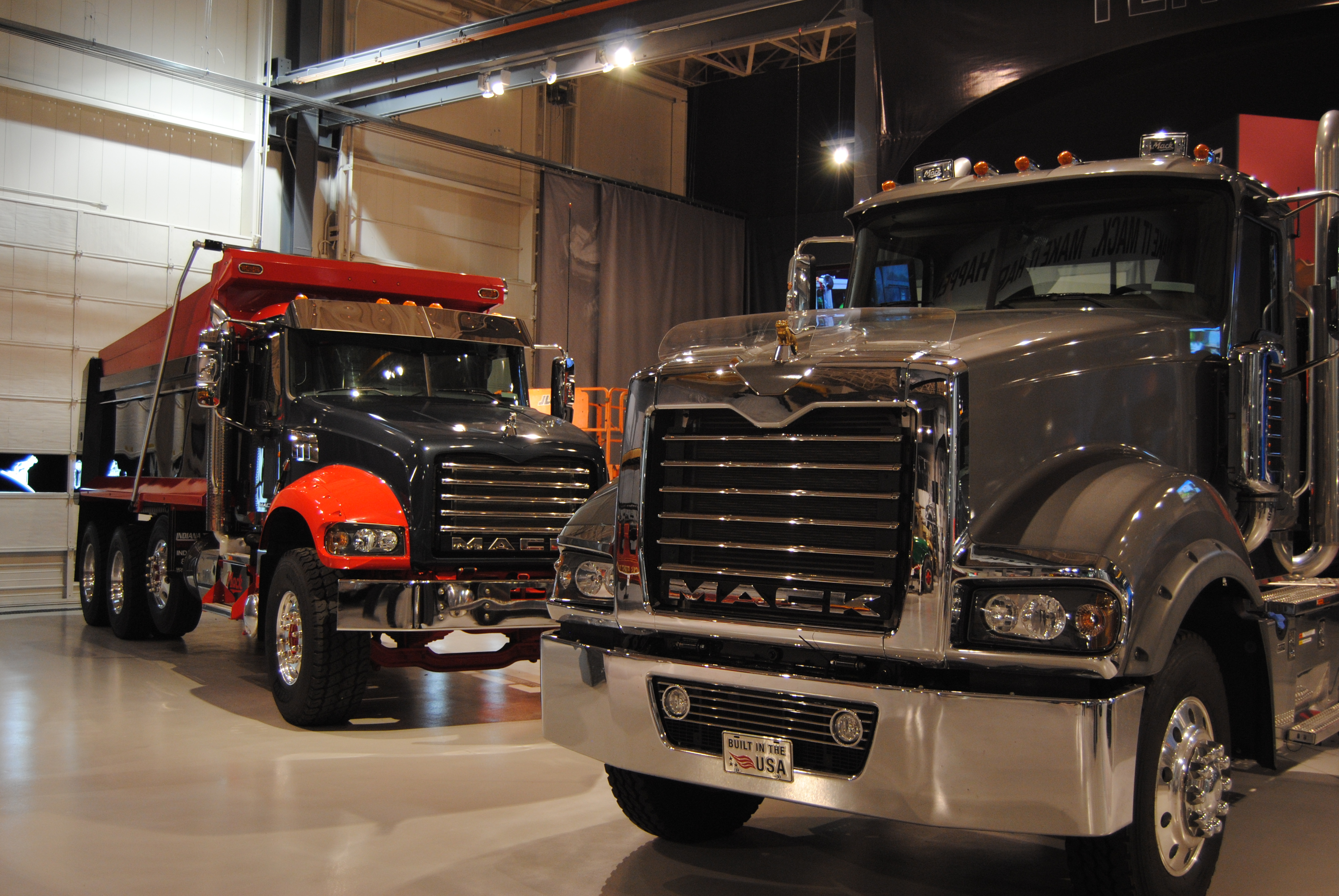
Caminhoes Mack Trucks

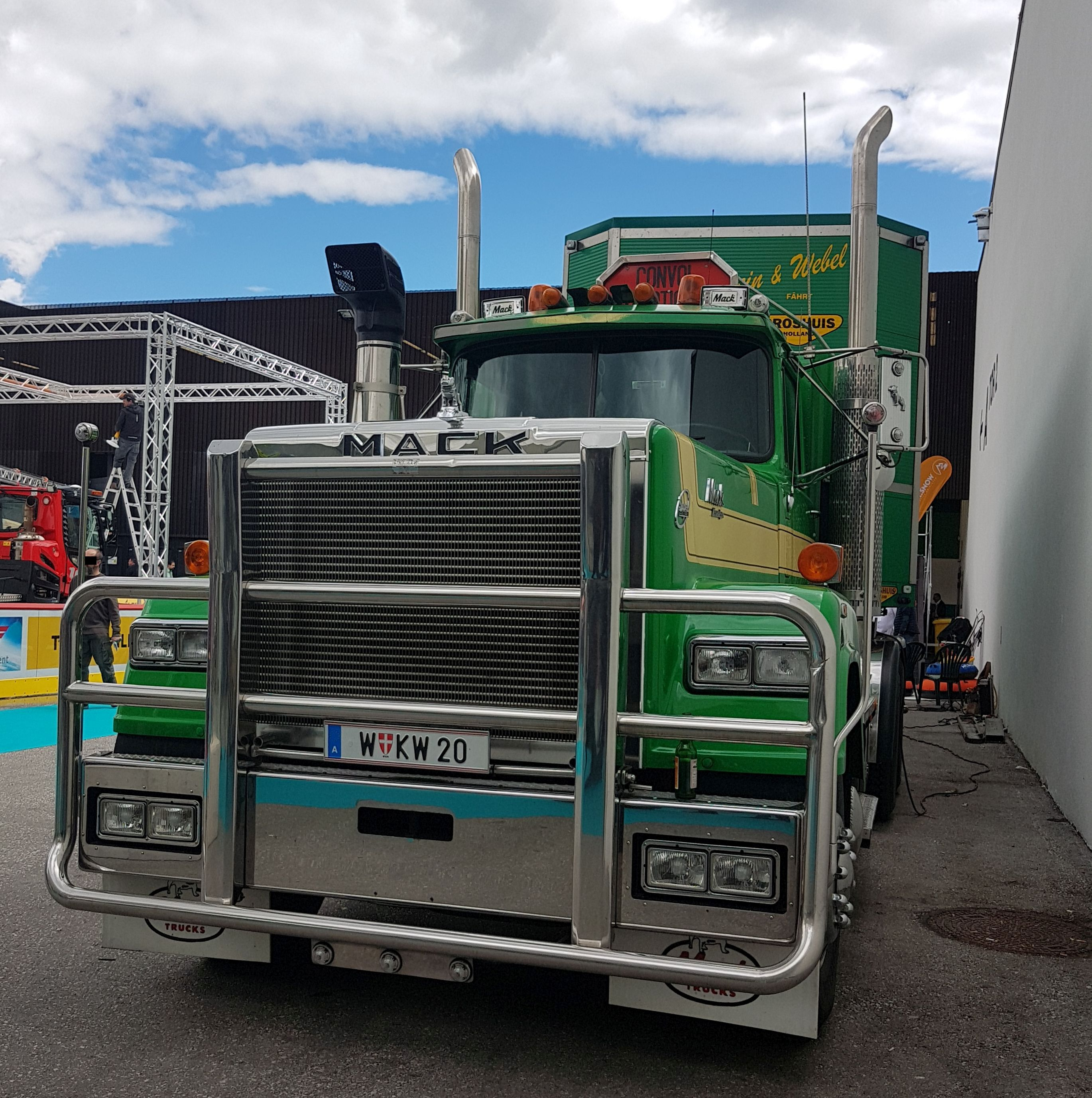
Caminhão Mack Trucks

Mack Trucks é uma empresa de caminhões e uma ex-fabricante ônibus e bonde. Fundada em 1900 como Mack Brothers Company. Ela é uma subdisiária da Volvo desde 2000.

## Operações
Atualmente, as instalações fabris da empresa estão localizados na Macungie Assembleia planta Operações em Lower Macungie Township, Pensilvânia. Mack Trucks é um produtor de topo no profissional, em estrada de veículos do mercado, Classe 8 de 13. Ele também é o fabricante mais popular de caminhões pesados fora de estrada nos Estados Unidos. Caminhões Mack foram vendidos em 45 países. O Macungie, Pensilvânia, fábrica, localizada perto de sua antiga sede Allentown, produz todos os produtos da Mack. O Mack MP-série motor, Mack transmissões, o TC-15 casos de transferência e motor traseiro tomadas de força são projetados e fabricados em Hagerstown, Maryland, que, de acordo com historiadores locais, foi o local original de fábrica. [carece de fontes? ] Peças para veículos direito mão-drive de Mack são produzidos em Brisbane, Queensland, Austrália , para distribuição mundial. Assembléia para a América do Sul é feito em Mack de Venezuela CA, em Caracas, Venezuela. A operação Venezuela é um golpe baixo completo (CKD) facilidade. Os componentes são enviados dos Estados Unidos para Caracas, e a planta, em seguida, faz a montagem final. Além de sua fábrica Macungie, Mack também tem um centro de remanufatura em Middletown, Pensilvânia, onde leva peças usadas e renova-los para revenda / reutilização.

## História
Esta é uma linha do tempo da história Mack Trucks. A maioria das informações é tirada da página Histórico Mack em MackTrucks.com, salvo indicação em contrário.
- 1890: John M. ("Jack"), Mack recebe um emprego na Fallesen & Berry, uma empresa de carruagem e carroças em Brooklyn, Nova Iorque     .
- 1893: John Mack e seu irmão, Augustus F. ("Gus") Mack, compram a empresa Fallesen & Berry.
- 1894: Um terceiro irmão Mack, William C. Mack, se junta a seus irmãos nas operações da empresa. Os Macks tentam trabalhar com automóveis movidos a vapor e energia elétrica.
- 1900: Os Macks abrem sua primeira fábrica de ônibus. Encomendado por uma empresa de turismo, o primeiro ônibus da Mack foi     entregue.
- 1902: A empresa dos irmãos Mack foi estabelecida em Nova York.
- 1904: A empresa apresenta o nome de Manhattan em seus produtos.
- 1905: Allentown é escolhida para se instalar a fábrica principal e sede. Um quarto irmão Mack, Joseph Mack, se torna um acionista. A Mack também começa a fabricar vagões e locomotivas.
- 1910: Os caminhões até então nomeados com a marca "Manhattan", agora são chamados "Mack". Um quinto irmão Mack, Charles Mack, se junta a empresa.
- 1911: Liderada por C.P. Coleman, a Saurer Motor Truck Company, adquire os direitos de fabricar e vender caminhões     pesados sob o nome de Saurer na sua fábrica de Plainfield, Nova Jersey. Em 23 de setembro de 1911, a Saurer Motor Truck     Company se juntou com a Mack Brothers Motor Car Company de Allentown     liderada por J. M. Mack, formando a International Motor Truck Company (IMTC). A IMTC continou a fabricar e vender caminhões com o nome Saurer até 1918. Em 1911 a IMTC é capitalizada no total de $2,6 milhões de dólares, ($1,6 milhões da Saurer e $1 milhão dos irmãos Mack).
- 1912: Os irmãos John e Joseph Mack se desligaram da empresa.
- 1919: O Exército dos Estados Unidos conduziu um projeto transcontinental utilizando caminhões Mack, para estudar a necessidade e a viabilidade de um novo sistema de rodovias interestaduais.
- 1922: O nome da empresa é mudado para Mack Trucks, Inc. O buldogue é estabelecido como o símbolo corporativo da empresa.
- 1924: John Mack morre em um acidente de carro em Weatherly, Pensilvânia.
- 1932: Enquanto recuperava de uma operação, o engenheiro chefe da Mack Alfred Fellows Masury, esculpe o primeiro ornamento de capô de buldogue. Masury solicitou e recebeu a patente americana de seu “design”, e o ornamento de capô do buldogue adorna os caminhões Mack desde então.
- 1933: A Mack Trucks (nome em que a empresa vinha sendo popularmente chamada) foi usada em vários projetos ambiciosos de construção pelo Works Progress Administration, incluindo a Represa Hoover.
- 1941: A fabricação de caminhões de bombeiro foi mudada de Allentown, Pensilvânia para Long Island City no Queens, Nova Iorque.
- 1951: A fabricação de caminhões de bombeiro retornou a Allentown, Pensilvânia.
- 1956: A Mack Trucks, Inc. adquire a Brockway Motor Company. (posteriormente a Brockway encerrou suas atividades em 1977).
- 1966: A Mack começa a produção na sua nova fábrica em Oakville, Ontário, Canadá. Foi a primeira fábrica fora dos Estados Unidos, e que encerrou suas atividades em 1993.
- 1967: A Mack Trucks se torna parte da Signal Oil and Gas Company, em uma troca de um para um de ações preferenciais conversíveis cumulativas. Depois naquele ano a Signal muda seu nome para Signal Companies.
- 1970: Mack se muda para sua nova sede mundial em Allentown.
- 1979: A Renault compra 10% das ações da Mack Trucks, Inc.
- 1982: A Renault aumenta sua porcentagem de ações para 20%, a Signal reduz sua porcentagem de participação para 10%.
- 1983: A Mack Trucks conduziu um IPO, liberando 15,7 milhões de ações ordinárias. A Renault aumenta sua participação em ações para 40%.
- 1987: A Renault se reorganiza, separando sua divisão de veículos pesados da sua divisão de automóveis leves. As ações da Mack são passadas para a Renault Véhicules Industriels.
- 1990: A Mack Trucks se torna uma empresa subsidiária da Renault Véhicules Industriels quando as ações públicas são compradas por $6,25     dólares a ação.
- 2001: A Mack com a Renault se torna parte do grupo Volvo Trucks (Volvo Caminhões), e a Renault recebe 20% de participação na empresa     combinada.
- 2006: A Mack bate recorde de vendas em um ano.
- 2008: A Mack anuncia a realocação da sede corporativa da empresa para Greensboro, Carolina do Norte.
- 2018: A Mack lança um inovador modelo de caminhão, o Mack Anthem.
- 2021: O presidente dos Estados Unidos, Joe Biden, visitou a fábrica da Mack na Pensilvânia, em julho, quando lhe foi mostrado o primeiro caminhão completamente elétrico da Mack de classe 8, o Mack LR Eletric. Recentemente a Mack havia feito uma expansão da fábrica com o $84 milhões de dólares em financiamento. Em julho a Mack anunciou que contrataria 400 novos funcionários na fábrica de Lower Macungie,     adicionando para a força total de 2.500 funcionários. Em agosto foi reportado, que a produção foi temporariamente suspensa, devido à crise dos circuitos integrados eletrônicos.